# Ludvig Kornerup
Christian Ludvig Kornerup, född 19 februari 1871 i Frederiksberg i Danmark, död 27 mars 1946 i Bromma, Sverige, var en dansk-svensk fotbollsdomare, en pionjär inom svensk fotboll och mångårig ledare på såväl nationell som internationell nivå. 
Kornerup är som medlem nr 56 invald i Svensk fotbolls Hall of Fame. 

## Idrottskarriär
Kornerup föddes i Danmark 1871 där han i unga år idrottade i bland annat cykel och fotboll. Han bodde sedan ett tag i Skottland innan han 1899 flyttade till Sverige där han fick svenskt medborgarskap 1905. Tack vare sina kunskaper kring fotbollsspelandet han fått under sin uppväxt i grannlandet (som låg långt före Sverige i fotbollskunnande) och under sin tid i Skottland (som var ett av sportens föregångsländer), blev Kornerup en man som möttes med respekt och lyssnades på i ett fotbollens nybörjarland som Sverige vid tiden var. 
Kornerup var vice ordförande i Svenska Bollspelsförbundet 1902-05, ordförande i Svenska Fotbollförbundet 1905-08 och ordförande i Nordiska Bandyförbundet 1909-18. Han agerade dessutom som chef för svenska landslaget i fotboll 1908 och därmed också som dess ledare under Olympiska sommarspelen 1908 i London där laget blev utan medalj efter två spelade matcher och lika många förluster.
Kornerup var även vice ordförande i FIFA 1908-1909 och 1914-1920.

### Hall of Fame
Kornerup blev år 2016 i selektion 14 som medlem nr 56 invald i Svensk fotbolls Hall of Fame. Han presenteras där med texten:
"Kornerup var Sveriges första FIFA-ledamot och dess vice ordförande. Vid SvFF:s bildande var han dess första vice ordförande, därefter ordförande. Vid OS 1908 var han Sveriges första 'förbundskapten'."

### Webbsidor
- Lindroth, Jan: C Ludvig Kornerup i Svenskt biografiskt lexikon (1975-1977)
- "Olympic Football Tournament 1908", linguasport.com, läst 2013 03 02